# احتياطي جيش العمل
جيش الاحتياط للعمل أو احتياطي جيش العمل هو مفهوم في نقد كارل ماركس للاقتصاد السياسي. يشير إلى العاطلين عن العمل والبطالة المقنعة في المجتمع الرأسمالي. إنه مرادف لـ «جيش الاحتياط الصناعي» أو «فائض السكان النسبي»، باستثناء أنه يمكن تعريف العاطلين عن العمل بأنهم يبحثون عن عمل بالفعل وأن الفائض النسبي للسكان يشمل أيضاً أشخاصًا غير قادرين على العمل. يشير استخدام كلمة «جيش» إلى العمال الذين يتم تجنيدهم في مكان العمل في تسلسل هرمي تحت قيادة أو سلطة مالكي العِصمة أو رأس المال.
لم يخترع ماركس مصطلح «جيش الاحتياط للعمل». تم استخدامه بالفعل من قبل فريدريك إنجلز في كتابه "حالة الطبقة العاملة" في إنجلترا عام 1845. ما فعله ماركس هو نظرية جيش الاحتياط كجزء ضروري من تنظيم العمل الرأسمالي.
قبل ما اعتبره ماركس بداية للحقبة الرأسمالية في تاريخ البشرية (أي قبل القرن السادس عشر)، نادراً ما كانت تنتشر البطالة الهيكلية على نطاق واسع، بخلاف تلك الناجمة عن الكوارث الطبيعية والحروب. في المجتمعات القديمة، كان على جميع الأشخاص الذين يستطيعون العمل بالضرورة أن يعملوا، وإلا فقد يتضورون جوعاً؛ والعبد أو القن بحكم التعريف لا يمكن أن يصبح «عاطل عن العمل». عادة ما كانت هناك احتمالية ضئيلة للغاية «لكسب قشرة» دون العمل على الإطلاق، وكان الموقف المعتاد تجاه المتسولين والعاطلين عن العمل قاسياً. بدأ الأطفال العمل بالفعل في سن مبكرة جداً.

## مناقشة ماركس للمفهوم
على الرغم من أن فكرة جيش الاحتياط الصناعي مرتبطة ارتباطاً وثيقاً بماركس، إلا أنها كانت متداولة بالفعل في الحركة العمالية البريطانية بحلول ثلاثينيات القرن التاسع عشر. ناقش إنجلز جيش الاحتياط للعمل قبل ماركس في كتاب إنجلز الشهير "حالة الطبقة العاملة في إنجلترا" (1845). أول ذكر لجيش الاحتياط كان في كتابات ماركس في مخطوطة كتبها عام 1847، لكنه لم ينشرها.
تظهر فكرة القوة العاملة كجيش في الجزء الأول من البيان الشيوعي ، الذي كتبه ماركس وإنجلز في عام 1848.
يقدم ماركس مفهوم جيش الاحتياط للعمل في الفصل 25 من المجلد الأول من رأس المال: نقد الاقتصاد السياسي،  عشرين عامًا بعد عام 1867.
حجته هي أنه مع تطور الرأسمالية، ستزداد التركيبة العضوية لرأس المال، مما يعني أن كتلة رأس المال الثابت تنمو بشكل أسرع من كتلة رأس المال المتغير. يستطيع عدد أقل من العمال إنتاج كل ما هو ضروري لمتطلبات المجتمع. بالإضافة إلى ذلك، سيصبح رأس المال أكثر تركيزًا في أيدي أقل.
نظرًا لأن هذا هو الاتجاه التاريخي المطلق، فإن جزءًا من السكان العاملين سوف يصبحون فائضين عن متطلبات تراكم رأس المال مع مرور الوقت. ومن المفارقات أنه كلما كانت ثروات المجتمع أكبر، كلما أصبح جيش الاحتياط الصناعي أكبر. يمكن للمرء أن يضيف أنه كلما زادت ثروة المجتمع، زاد عدد الأشخاص الذين يمكنهم أيضًا دعم الذين لا يعملون.
ومع ذلك، مع تطوير ماركس للحجة بشكل أكبر، يصبح من الواضح أيضًا أنه وفقًا لحالة الاقتصاد، فإن جيش العمل الاحتياطي إما أن يتوسع أو ينكمش، بالتناوب يتم امتصاصه أو طرده من القوى العاملة المستخدمة.
يخلص ماركس على هذا النحو إلى: «وبالتالي، فائض السكان النسبي هو المحور الذي يعمل عليه قانون الطلب والعرض للعمل». يؤثر توافر اليد العاملة على معدلات الأجور، وكلما زاد عدد القوى العاملة العاطلة عن العمل، زاد هذا من انخفاض معدلات الأجور؛ على العكس من ذلك، إذا كان هناك الكثير من الوظائف المتاحة والبطالة منخفضة، فإن هذا يميل إلى رفع متوسط مستوى الأجور - في هذه الحالة يكون العمال قادرون على تغيير وظائفهم بسرعة للحصول على رواتب أفضل.

## تكوين فائض السكان النسبي
يناقش ماركس جيش العمل وجيش الاحتياط في العاصمة، الفصل 14، العوامل المضادة، القسم الرابع. ويتكون جيش العمل من تلك الطبقة العاملة، الأشخاص الذين أتيحت لهم فرص عمل في المتوسط أو أفضل من المتوسط. ليس كل واحد في الطبقة العاملة يحصل على واحدة من هذه الوظائف. ثم هناك أربع فئات أخرى قد يجد فيها أعضاء الطبقة العاملة أنفسهم: البِركة الراكدة، الاحتياطيات العائمة، المحمية الكامنة والفقيرة. أخيرًا، قد يترك الناس الجيش والجيش الاحتياطي من خلال اللجوء إلى الإجرام، يشير ماركس إلى أشخاص مثل لومبنبروليتاريا.
- يتكون الجزء الراكد من الأشخاص المهمشين الذين لديهم «عمل غير منتظم للغاية». تتميز وظائف تجمع الركود بأجور أقل من المتوسط وظروف العمل الخطرة وقد تكون مؤقتة. أولئك الذين وقعوا في المجمع الراكد لديهم وظائف، وبالتالي فإن التعريف الحديث للعاملين يشمل كلاً من جيش العمل بالإضافة إلى التجمع الراكد. ومع ذلك، فإنهم يبحثون باستمرار عن شيء أفضل.
- يشير العاطلون عن العمل الحديثون في المقام الأول إلى الاحتياطي الفائض، الأشخاص الذين اعتادوا على الحصول على وظائف جيدة، لكنهم الآن عاطلون عن العمل. من المؤكد أنهم يأملون في أن تكون بطالتهم مؤقتة («البطالة الملتحمة»)، لكنهم يدركون جيدًا أن بإمكانهم الوقوع في المجمع الراكد أو الطبقة الفقيرة.
- يتكون الجزء الكامن من تلك الشريحة من السكان التي لم يتم دمجها بالكامل بعد في الإنتاج الرأسمالي. في يوم ماركس، كان يشير إلى الأشخاص الذين يعيشون خارج زراعة الكفاف الذين كانوا يبحثون عن عمل نقدي في الصناعة. في العصر الحديث، فإن الأشخاص القادمين من الأحياء الفقيرة في البلدان النامية حيث يعيشون إلى حد كبير بوسائل غير نقدية، إلى المدن المتقدمة التي يعملون فيها مقابل أجر، قد يشكلون كامنة. [بحاجة لتوضيح] لربات البيوت اللائي ينتقلن من العمل غير المدفوع الأجر إلى العمل المدفوع مقابل العمل التجاري أن يشكلن جزءًا من الاحتياطي الكامن. إنهم ليسوا عاطلين عن العمل لأنهم لا يبحثون بالضرورة بنشاط عن وظيفة، ولكن إذا كان رأس المال يحتاج إلى عمال إضافيين، فيمكنهم سحبهم من الاحتياطي الكامن. في هذا المعنى، يشكل كامن خزان العمال المحتملين للصناعات.
- الفقير هو المكان الذي قد ينتهي به المطاف. المشردون هو المصطلح الحديث للفقراء. يصفهم ماركس بالأشخاص الذين لا يستطيعون التكيف مع تغيير رأس المال الذي لا ينتهي أبدًا. بالنسبة لماركس، «مجال الفقير»، بما في ذلك أولئك الذين ما زالوا قادرين على العمل، والأيتام والأطفال الفقراء و «المحبطون والخشوع» أو «غير القادرين على العمل».

## الخلافات والنقد

### انتقادات الاقتصاديين
لقد عارض بعض الاقتصاديين مثل بول سامويلسون مفهوم ماركس لجيش العمل الاحتياطى. يقول سامويلسون أن الكثير من الأدب الماركسي يفترض أن مجرد وجود العاطلين عن العمل يؤدي إلى انخفاض الأجور، في حين يعتمد في الواقع على عوامل طارئة (هل العاطلون عن العمل متاحون بسهولة كبديلين؟ هل مجرد خطر الاستبدال يكفي لحمل العمال على قبول خفض الأجور أو هل يتعين على صاحب العمل إثبات أن هذا ليس تهديدًا فارغًا؟). يقول سامويلسون إنه إذا انخفضت الأسعار أيضًا بأجور نقود، فإن هذا لا يعني أن الأجور الحقيقية ستنخفض. يجادل سامويلسون أيضًا بأن الأجور ستنخفض فقط حتى لا يكون هناك عاطل عن العمل لخفضه - يمكن للجيش الاحتياطي فقط تخفيض الأجور عن طريق خفض حجمه. في استنتاج سامويلسون، هذا يعني أنه بينما يمكن للعاطلين عن العمل تخفيض الأجور، فإنهم غير قادرين على تخفيضهم إلى أي مكان بالقرب من مستويات الكفاف قبل أن يصبح جميع العاطلين عن العمل موظفين.
قُدمت حجة مماثلة من قبل موراي روثبارد، الذي قال إنه إذا قام الجيش الاحتياطي بتخفيض الأجور عن طريق استيعابهم في صفوف العاملين، فسوف تختفي في النهاية وتكون غير قادرة على أن تكون تهديدًا (وهذا يعني أيضًا أن خطر الإفقار الدائم تم تجنبه). يلاحظ روثبارد أن هذا مدعوم من قبل اقتصاديات السوق الحديثة، والتي تنص على أن البطالة تخفض الأجور وبالتالي تلغي نفسها في النهاية. هكذا يَخلُص روثبارد إلى أن جيش الاحتياط سيتوقف في النهاية عن أن يكون تهديدًا. يجادل روثبارد أيضًا بأن الصناعات يمكنها أن تشهد زيادة في الطلب على الأعمال الأخرى بفضل زيادة الإنتاجية الناتجة عن التكنولوجيا، مما يؤدي إلى انخفاض معدل البطالة بسبب زيادة الطلب على العمال بسبب زيادة القدرة الإنتاجية.

### الاكتظاظ السكاني
يتعلق نزاع آخر بفكرة «الاكتظاظ السكاني». في زمن ماركس نفسه، أثار توماس روبرت مالتوس تنبؤات قاسية بأن النمو السكاني الممكّن من الثروة الرأسمالية سيتجاوز الإمدادات الغذائية اللازمة لدعم هؤلاء السكان. كما لوحظ، بالنسبة لماركس «الانفجار السكاني» في الحقيقة أكثر من أيديولوجيا لغة انفعالية أو بنية اجتماعية والماركسيين جادلوا أنه ليس هناك مشكلة حقيقية هنا ما يكفي من الغذاء يمكن أن تنتج للجميع؛ إذا كانت هناك مشكلة، فهي تكمن في الطريقة التي يتم بها إنتاج وتوزيع الطعام.
جادل ماركس بأنه لا توجد قوانين موضوعية للسكان تحظى بالخير طوال الوقت؛ بدلاً من ذلك، يكون لكل نمط إنتاج محدد قوانين ديموغرافية خاصة به. إذا كان هناك «اكتظاظ سكاني» في المجتمع الرأسمالي، فقد كان الاكتظاظ السكاني متعلقًا بمتطلبات تراكم رأس المال. وبالتالي، فإن الديموغرافيا لا يمكن ببساطة أن تحسب الأشخاص بطرق مختلفة، حيث كان عليها أيضًا دراسة العلاقات الاجتماعية بينهم أيضًا. إذا كانت هناك موارد كافية على هذا الكوكب لتزويد جميع الناس بحياة كريمة، فإن الحجة القائلة إن هناك «الكثير من الناس» مشكوك فيها.
مفهوم الاكتظاظ السكاني يمكن أن يوحي بسهولة أن جزءًا من الناس لا يستحقون حقًا أن يكونوا هنا، أو أنه لا ينبغي أن يكونوا موجودين. بالتالي، هذه ليست سوى خطوة أخرى لكره جزء من الجنس البشري والشعور بأن هناك ما يبرر القضاء على هذا الجزء (أو على الأقل إخضاع الناس للتعقيم الإجباري). إذا اعتقد الناس أن لكل إنسان الحق في البقاء والاستمتاع بالحياة، فلا يمكن أن يكون هناك «اكتظاظ سكاني». على الأكثر، يمكن للمرء أن يقول أن هناك الكثير من الناس الذين يعيشون في منطقة معينة. ومع ذلك، يمكن للناس التعود على العيش مع مساحة شخصية صغيرة بشكل ملحوظ. [بحاجة لمصدر]
الحجة المضادة هي أن الناس في كثير من البلدان الفقيرة يحصلون على أطفال أكثر بكثير مما يستطيعون إطعامهم ودعمهم وتوفير حياة كريمة لهم في ظل هذه الظروف. إذا كان لدى الناس عدد أقل من الأطفال بمساعدة من موانع الحمل، فإن ذلك سيشكل ضغطًا أقل بكثير على الموارد الشحيحة بالفعل ويمكّن من حياة أفضل للمعيشة. [بحاجة لمصدر]

### موافقة
في مجال الرعاية الاجتماعية، هناك أيضًا نزاعات دائمة حول المدى الذي يتم فيه اختيار البطالة طوعًا من قِبل الناس، أو لا إراديًا، سواء كان قسرياً على الناس أو فيما إذا كان اختيارهم هم أنفسهم. في الكساد العظيم في الثلاثينيات، عندما ارتفعت البطالة إلى 20-30 ٪ بين السكان العاملين في العديد من البلدان، يعتقد الناس عمومًا أن هذا الأمر غير إجباري، ولكن إذا كانت مستويات البطالة منخفضة نسبيًا، فإن الحجة القائلة إن البطالة مسألة اختيار تُسمع كثيرًا. قد يكون هناك ببساطة عدم وجود وظائف للعاطلين عن العمل، ولكن قد يكون هناك أيضًا عدم توافق بين المهارات التي يتمتع بها العاطلون ونوع العمالة الماهرة التي يوجد طلب عليها. إذا كانت الحالة الأخيرة، فيمكن القول أنه إذا كان العاطلون عن العمل على استعداد لإعادة التدريب أو القيام بعمل مختلف، فيمكنهم الحصول على وظيفة. بمعنى ما، من الممكن دائمًا الحصول على وظيفة إذا كان الشخص مستعدًا لقبول راتب منخفض، لكن قد لا يرغب الأشخاص في العمل دون حد أدنى معين من الأجور. [بحاجة لمصدر]

### البطالة الخفية
هناك أيضا العديد من الخلافات حول البطالة الخفية. تعني البطالة المخفية أن الأشخاص لا يتم احتسابهم أو اعتبارهم عاطلين عن العمل، رغم أنهم في الواقع عاطلون عن العمل. على سبيل المثال، سيبقى الشباب في منزل الأسرة أو في المدرسة أو في بعض خطط العمل لأنهم لا يستطيعون العثور على وظيفة بأجر. قد يكون للناس أيضًا وظيفة، لكن قد يكون لديهم عمل ناقص لأنهم لا يستطيعون الحصول على مزيد من ساعات العمل أو أنهم لا يستطيعون الحصول على وظيفة مؤهلين لها. قد يتسرب الناس أيضًا من القوى العاملة الرسمية لأنهم محبطون ولم يعودوا يبحثون بنشاط عن عمل؛ لم يعد يتم اعتبارهم عاطلين عن العمل، على الرغم من أنهم كذلك. يمكن للحكومات أيضًا دعم توظيف الأشخاص الذين سيكونون عاطلين عن العمل، أو تقديم فوائد إلى الأشخاص على الرغم من أنهم قد يعملون. قد يتم توظيف العمال، لكنهم لا يفعلون شيئًا أثناء العمل. [بحاجة لمصدر]
من ناحية، تحاول الحكومات في كثير من الأحيان جعل البطالة تبدو منخفضة قدر الإمكان لأن هذا أمر مرغوب فيه سياسيا. على الجانب الآخر، غالبًا ما توفر الحكومات تدابير «أوسع» و «أضيق» للبطالة. على سبيل المثال، يوفر مكتب إحصاءات العمل بالولايات المتحدة ستة تدابير لنقص استخدام العمال (U-1 و U-2 و U-3 و U-4 و U-5 و U-6). معدل U-3 هو معدل البطالة «الرسمي».

## جيش احتياطي عالمي للعمل
كان ماركس يكتب في منتصف القرن التاسع عشر وبالتالي فإن مناقشته للبطالة قد تكون قديمة إلى حد ما، خاصة إذا نظرنا إلى بلدان متقدمة معينة فقط. ومع ذلك، قد يظل تحليله صالحًا تمامًا إذا تم النظر إليه عالميًا. تشير منظمة العمل الدولية إلى أن نسبة العاطلين عن العمل في ازدياد مستمر منذ بداية الأزمة المالية في 2007-2008 .
في عام 2007، بلغ مقياس البطالة العالمي القياسي لمنظمة العمل الدولية 169.7 مليون. في عام 2012، وصل معدل البطالة العالمية لمنظمة العمل الدولية إلى 5.9٪ من القوى العاملة المدنية (195.4 مليون، أو صافي 25.7 مليون)، أي بزيادة 0.5 نقطة مئوية عن معدل 5.4٪ قبل الأزمة المالية. كان من المتوقع أن يرتفع معدل البطالة العالمي الرسمي إلى 6 ٪ من القوى العاملة المدنية في عام 2013. لا تزال هناك حاجة إلى أكثر من 30 مليون وظيفة لإعادة التوظيف الكلي إلى المستوى الذي ساد قبل الأزمة المالية. كان من المتوقع في عام 2013 أن يكون حوالي 205 مليون شخص على مستوى العالم عاطلين عن العمل في عام 2014 و 214 مليون في عام 2018. ومع ذلك، من المتوقع أن يصل العدد الرسمي للعاطلين عن العمل (في عام 2017) إلى ما يزيد قليلاً عن 201 مليون شخص في تلك السنة مع زيادة إضافية قدرها 2.7 مليون في عام 2018. إجمالي العالم الرسمي للعاطلين عن العمل في القوة العاملة يساوي تقريباً العدد الإجمالي للعمال العاملين في الولايات المتحدة وكندا والمكسيك مجتمعين.

## روابط خارجية
- بيانات منظمة العمل الدولية عن البطالة العالمية
- تقرير البطالة العالمي لمنظمة العمل الدولية
- CPGB دخول مشروع البرنامج على العاطلين عن العمل